# Daverdisse
Daverdisse (in vallone Dåvdisse) è un comune belga di 1 372 abitanti, situato nella provincia vallona del Lussemburgo.